# Ster Goz
Le Ster Goz est une rivière française située dans le département du Finistère. C'est un affluent de l'Aven, fleuve côtier qui se jette dans l'océan Atlantique à Port Manec’h, en aval de Pont-Aven. Son cours est long de 21,16 km.

## Étymologie
Ster Goz est la transcription directe des mots breton ster, qui signifie rivière, et kozh, qui signifie vieux. Le nom ster étant féminin, l'adjectif épithète kozh subit donc la mutation adoucissante transformant le /k/ initial en /g/.
Ster Goz, en orthographe moderne Ster Gozh, signifie donc vieille rivière.

## Description

### Cours de la rivière
Sa source se situe à Kerloai sur la commune de Scaër. Le Ster Goz conflue avec l'Aven à Pont-Torret sur la commune de Bannalec. Son cours sert un temps de limite entre les communes de Rosporden et de Bannalec. Il longe la forêt domaniale de Coatloc'h.

### Affluents
Le SANDRE recense 12 affluents du Ster Goz d'une longueur égale ou supérieure à 1 km dont un seul dépasse les 5 km. Il s'agit du ruisseau de La Véronique, long de 5,6 km. Ce cours d'eau prend sa source dans le bois de Goarlot et sert de limite entre les communes de Rosporden et Bannalec. Il se jette dans le Ster Goz à la hauteur du Pont Méya.

## Hydrologie
Le Ster Goz présente à Pont-Meya en Bannalec une surface de bassin versant de 69,7 km2 (soit environ 95 % de la totalité de son bassin versant à son point de confluence avec l' Aven) et son débit moyen inter annuel ou module est de 1,6 m3/s. Son débit mensuel varie entre 3,44 m3/s en période de hautes eaux en hiver et 0,387 m3/s à l'étiage en été (voir histogramme). Les fluctuations de son débit sont bien plus importantes sur de plus courtes périodes.
Le débit spécifique de la rivière est de 21,8 l/s/km2 à Bannalec au Pont-Meya et la lame d'eau écoulée dans son bassin versant annuellement est de 690 mm.

## Faune
Le Ster Goz est classé en première catégorie piscicole tous le long de son parcours. On y trouve notamment la truite fario, le saumon atlantique ainsi que quelques truite de mer, on y trouve aussi quelques truite arc en ciel échappée des piscicultures présentent sur son cours.
Il est à noter que la pêche du saumon atlantique est interdite sur le Ster Goz lui offrant ainsi un sanctuaire pour la reproduction.